# Парк 30-летия района Ясенево
Парк 30-ле́тия райо́на Я́сенево — небольшой парк в районе Ясенево на юго-западе Москвы, рядом с метро «Новоясеневская».

## История
Парк создан летом 2007 года в связи с празднованием 30-летия образования района Ясенево.
Торжественное открытие парка состоялось на день города, 2 сентября 2007 года. На открытии присутствовали руководство ЮЗАО и района Ясенево, настоятель Храма Петра и Павла в Ясенево игумен Мелхиседек (Артюхин) и другие почётные гости.

## Описание
Парк ограничен с севера Новоясеневским проспектом, с юга территорией Храма Петра и Павла, с запада Новоясеневским тупиком и с востока территорией Ясеневского кладбища.
В парке находятся детские площадки. На территории парка проводятся городские и районные праздники (праздник двора «Золотая моя столица», праздничные мероприятия, посвящённые Дню города, Дню любви, семьи и верности и др.).

## Благоустройство
В 2018 году парк обновили по программе «Мой район». Здесь обустроили две зоны для тихого отдыха со скамейками и урнами, детскую площадку с качелями-гнездами, лазалками, веревочными лабиринтами и каруселью. На территории отремонтировали дорожно-тропиночную сеть, а также привели в порядок клумбы и альпийскую горку.

## Адрес
- Новоясеневский проспект, 42 (станция метро «Новоясеневская»)